# Vụ sập tòa nhà chung cư ở Surfside

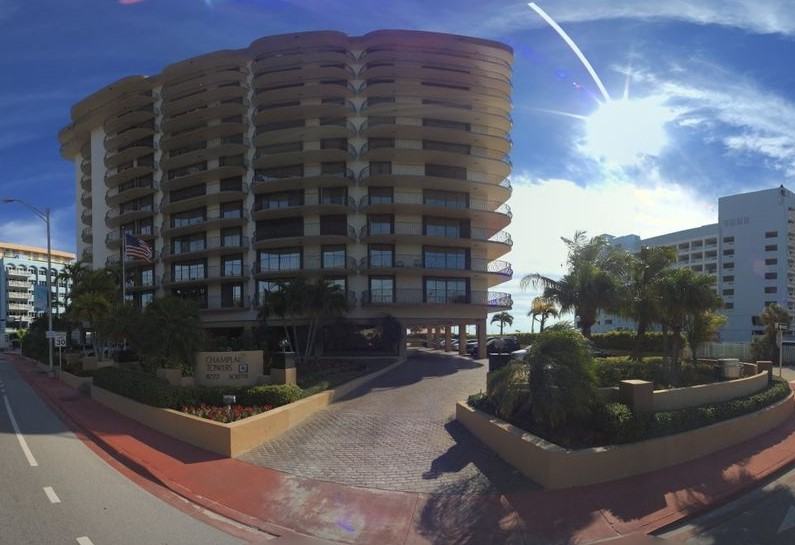
Tòa nhà năm 2015

Vào khoảng 1:30 sáng múi giờ miền Đông (Bắc Mỹ) xảy ra vào ngày 24 tháng 6 năm 2021, Champlain Towers South, một tòa nhà chung cư 12 tầng nhìn ra bờ biển ở ngoại ô Miami thuộc thị trấn Surfside, Florida, Hoa Kỳ, đã bị đổ sập một phần. Ít nhất 4 người thiệt mạng và 11 người khác bị thương do vụ sập nhà này. Ít nhất 35 người bị mắc kẹt trong tòa nhà đã được giải cứu, trong khi đó, 159 người vẫn còn mất tích trong lúc các hoạt động cứu hộ đang được tiến hành.

## Bối cảnh
Tòa nhà dân cư, có tên Champlain Towers South tọa lạc tại  Đại lộ Collins số 8777, được xây cất vào năm 1981 và là một phần của khu phức hợp cùng với hai tòa nhà riêng biệt khác gần đó, Champlain Towers North và Champlain Towers East. Tòa nhà Champlain Towers South có một cấu trúc hình chữ L bao gồm 136 căn hộ từ một đến bốn phòng ngủ có kích thước từ 1.200 đến 4.500 foot vuông (110 đến 420 m2). Các tòa nhà này nằm ngay phía bắc của Công viên North Beach Oceanside trong khu phố North Beach của bãi biển  Miami Beach. Theo ủy viên thị trấn Surfside, Eliana Salzhauer,  vào thời điểm xảy ra thảm họa tòa nhà đang được xem xét để chứng nhận lại sau 40 năm, thường mất một năm để hoàn thành. Theo thị trưởng Surfside Charles Burkett, nóc nhà đang được tiến hành sữa chữa tại tòa nhà này.

## Đổ sập
Tòa nhà Champlain Towers South bị sập là do các cột chống đỡ không còn vững chắc nữa. Cảnh quay giám sát chỉ ra rằng một phần lớn ở phía bắc trung tâm của tòa nhà đã sụp đổ trước tiên, khiến cho góc đông bắc hầu như bị cô lập ban đầu vẫn còn đứng vững nhưng không ổn định lắm. Tuy nhiên, chỉ khoảng chín giây sau, góc đông bắc cũng sụp đổ.
Trong số 136 căn hộ trong tòa nhà, 55 căn đã bị phá hủy trong vụ đổ sập.

## Thương vong
Ít nhất 4 người chết và 11 người bị thương. Ngoài ra, ít nhất 159 người vẫn còn mất tích.
Bộ Ngoại giao dưới quyền Tổng thống Paraguay Mario Abdo Benítez cho biết rằng họ không thể liên lạc được cô em gái của Đệ nhất phu nhân Silvana López Moreira, cũng như chồng của em gái bà và ba đứa con của họ và coi như họ đã mất tích. Ngoài ra một công dân Paraguay khác cũng chưa được tìm thấy. Một số công dân các nước khác cũng chưa biết ra sao. Lãnh sự quán Venezuela và Argentina thông báo rằng một số công dân của họ cũng được cho là đã mất tích. Giám đốc các vấn đề lãnh sự của Venezuela đã tweet rằng cơ quan đã xác nhận có ít nhất 4 công dân của họ đã mất tích. Còn lãnh sự quán Argentina thông báo rằng 8 công dân Argentina đang mất tích. Lãnh sự Uruguay tại Miami cũng đã xác nhận rằng 3 công dân Uruguay mất tích.

## Phản ứng

### Tiểu bang
Hơn 80 đơn vị cứu hộ đã ứng phó với vụ sập nhà, theo Sở Cứu hỏa Miami-Dade. Thị trưởng thị trấn Surfside, ông Charles Burkett, cho biết trong một cuộc họp báo rằng 10 người đã được điều trị tại hiện trường vụ đổ sập và 2 người đã được đưa đến bệnh viện, một người tử vong sau đó. Ít nhất 35 người đã được giải cứu khỏi tòa nhà  và ít nhất 99 người vẫn còn mất tích. Thị trưởng Miami-Dade đã ban hành tình trạng khẩn cấp và kêu gọi thống đốc Florida Ron DeSantis cũng làm như vậy.
Hội bóng rổ Miami Heat của Hiệp hội Bóng rổ Quốc gia đã tới giúp đỡ các nhân viên cứu trợ của tiểu bang tại địa điểm xảy ra vụ đổ sập, trong đó có cầu thủ Tyler Herro, trợ lý huấn luyện viên Chris Quinn và Eric Glass, giám đốc điều hành đội bóng rổ Scott Gurka, và phó chủ tịch / giám đốc điều hành quỹ từ thiện của hội bóng rổ Heat, Steve Stowe. World Central Kitchen và Direct Relief, cả hai đều là những cơ quan từ thiện nhận tiền của Heat, cũng đã giúp đỡ.
Các tình nguyện viên của Hội Chữ thập đỏ Mỹ đang hỗ trợ những người phải di dời do sập nhà.
Thống đốc DeSantis đã tới xem xét hiện trường cùng ngày. Ông cũng ban hành lệnh hành pháp tuyên bố tình trạng khẩn cấp để cho phép các nguồn lực cần thiết được đưa đến khu vực, bao gồm các nhân viên thực thi pháp luật và  cứu trợ khác.

### Liên bang
Nhà Trắng và Cơ quan Quản lý Nguy cấp Liên bang cho biết, họ đã liên lạc với các quan chức địa phương và cung cấp hỗ trợ sau vụ đổ sập nhà. Tổng thống Joe Biden đã được thông báo về sự kiện này, và đã nói chuyện với huyện trưởng Hạt Miami-Dade, bà Daniella Levine Cava.

## Nguyên nhân
Không có nguyên nhân nào đã được xác định, nhưng các khả năng đưa đến vụ đổ sập nhà đang được xem xét, bao gồm đất lún, lỗi xây dựng và do việc sửa chữa mái nhà đang xảy ra.
Theo một nhà nghiên cứu thuộc Đại học Quốc tế Florida, người đã phân tích dữ liệu Vệ tinh Viễn thám của châu Âu được công bố công khai, tòa nhà đã chìm dần trong thập niên 1990 với tốc độ sụp đáng kể khoảng 2 mm / năm. Trong khi 97% bãi biển Miami vẫn ổn định, 1.555 trong số 18.949 địa điểm ở bãi biển Miami đã chìm dần xuống, với tốc độ dưới 1 mm / năm. Tuy nhiên, đối với nhà nghiên cứu đã thực hiện một cuộc nghiên cứu, vụ đổ sập này đã gây bất ngờ: Một tòa nhà đổ sập vì lún đất chỉ có thể xảy ra nếu một phần của tòa nhà chìm nhanh hơn các phần khác, điều này tạo ra căng thẳng, từ đó làm suy yếu cấu trúc của tòa nhà. Nhà nghiên cứu này cũng ghi nhận các khu vực do xây cất quá mức đang chìm với một tốc độ nhanh hơn đáng kể, thí dụ như trên các đảo nhân tạo ở Vịnh Biscayne - tốc độ sụp dần lên tới mưc độ 3,8 mm / năm.